# Förrättning
Förrättning (tjänsteärende, tjänstegöromål, förr även planmässigt verkställande) är ett begrepp för ett avgränsat uppdrag som enligt arbetsinstruktionerna åligger en viss tjänsteman, i synnerhet i offentlig tjänst.
En förrättning kan vara en ceremoniell eller högtidlig akt, till exempel disputation, dop, begravning, likbegängelse, vigsel och val, men även icke ceremoniell verksamhet såsom besiktning eller lantmäteriförrättning. En förrättning kan kräva en förrättningsresa, det vill säga tjänsteresa, och utföras på förrättningsdagar. Inom Svenska kyrkan används numera officiellt begreppet "kyrkliga handlingar". Det markeras också tydligt att det handlar om gudstjänster.